# BMW 8er
Als BMW 8er werden zwei verschiedene Modellbaureihen von BMW bezeichnet.
- Die erste 8er-Reihe wurde von Herbst 1989 bis Mitte 1999 mit der internen Bezeichnung  BMW E31 hergestellt.
- Die zweite 8er-Reihe wird seit August 2018 mit der internen Bezeichnung BMW G15 (Coupé)[1] in Dingolfing[2] produziert, 2019 folgten das Cabrio BMW G14[3] und das viertürige Coupé BMW G16. Bereits im Mai 2017 wurde der Prototyp der zweiten 8er-Reihe als BMW Concept 8er Coupé vorgestellt,[4] auf der IAA 2017 der M8 GTE.[5] Auf dem Genfer Salon im März 2018 wurde das M8 Gran Coupé (F93) präsentiert.[6][7] Die Serienversion des Coupés präsentierte BMW am 15. Juni 2018 im Rahmen des 24-Stunden-Rennen von Le Mans.[8]

## Die Baureihen im Überblick

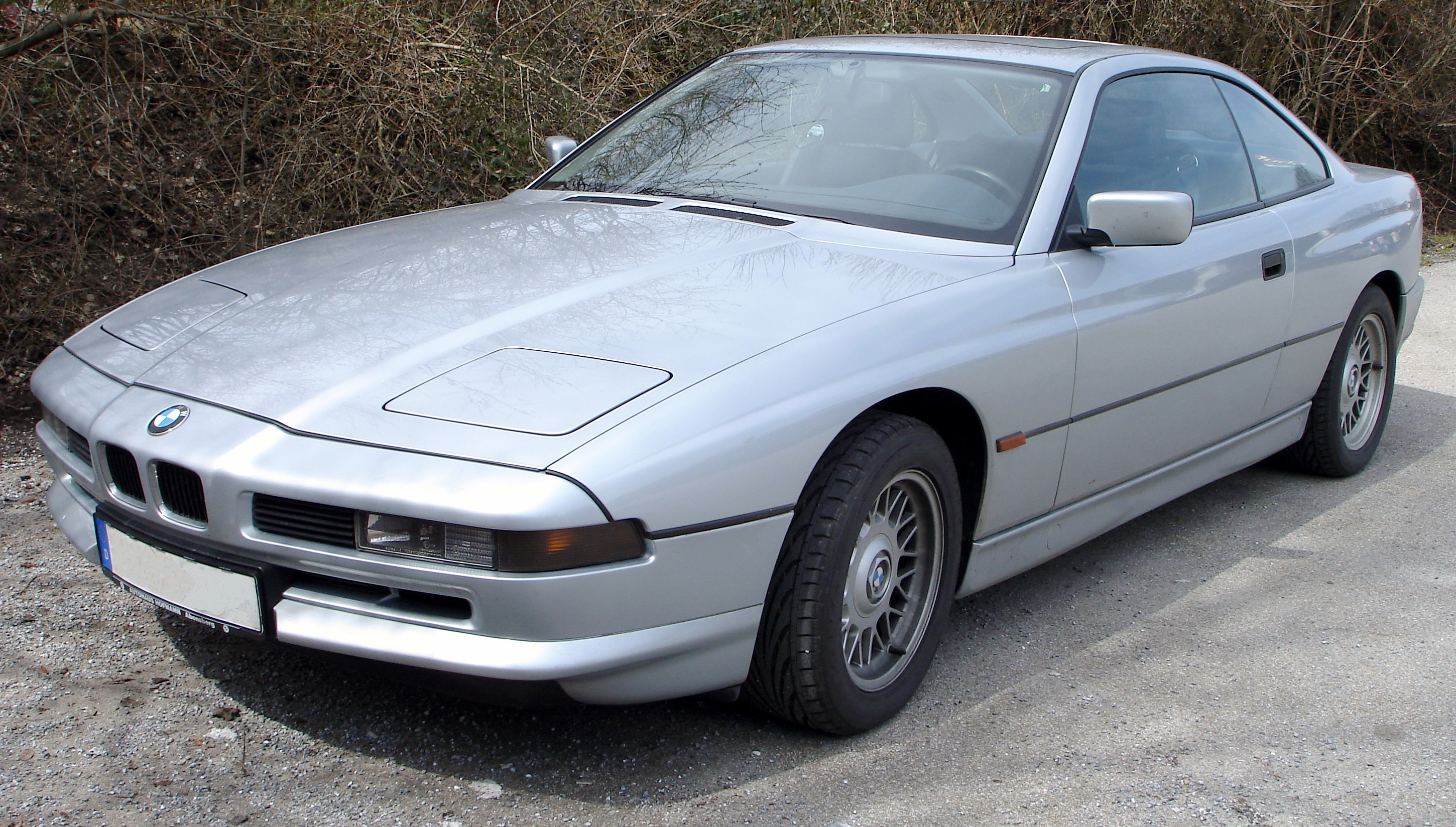
BMW E31 1989 bis 1999
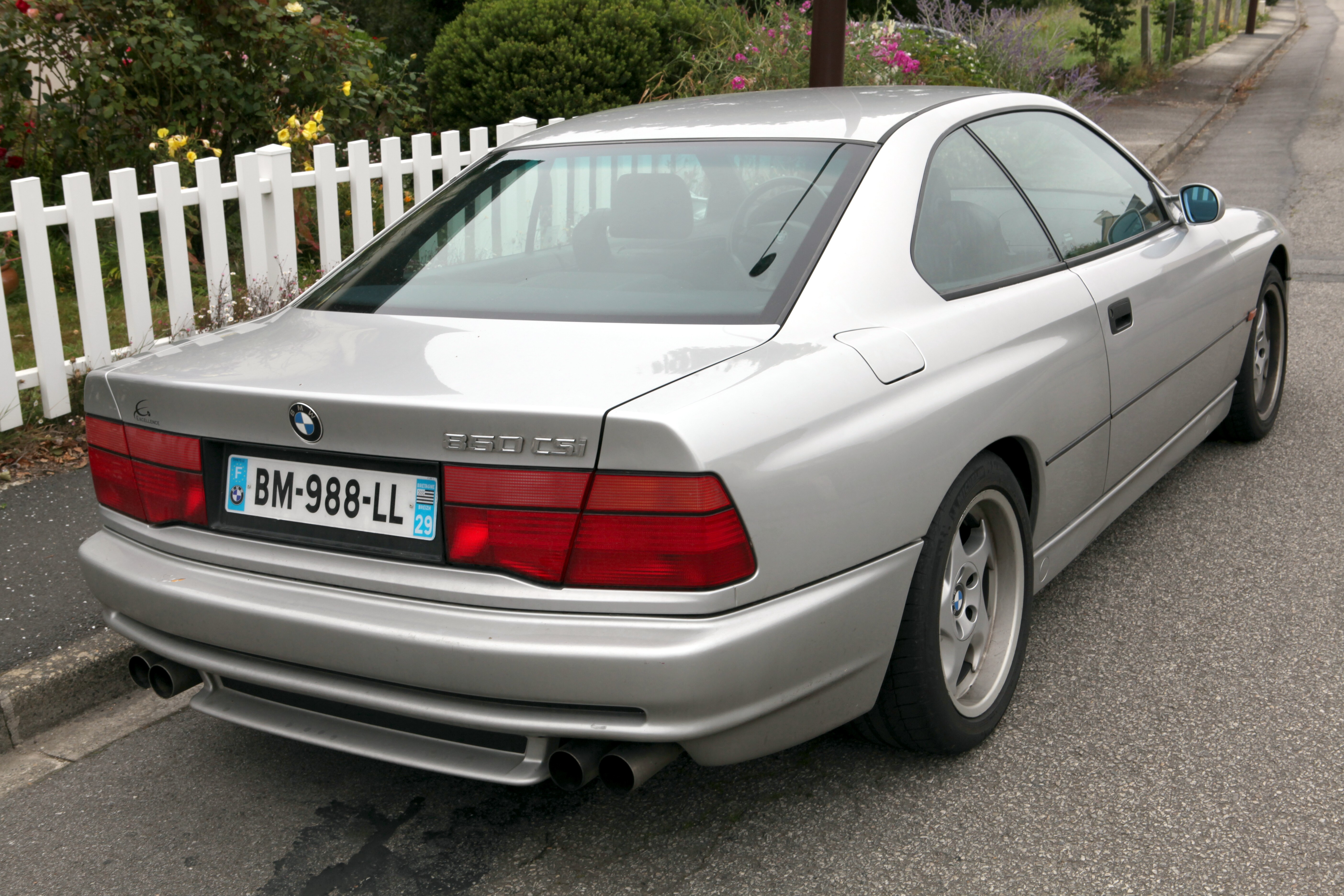
BMW E31, Heckansicht (850 CSi, 1992 bis 1996)

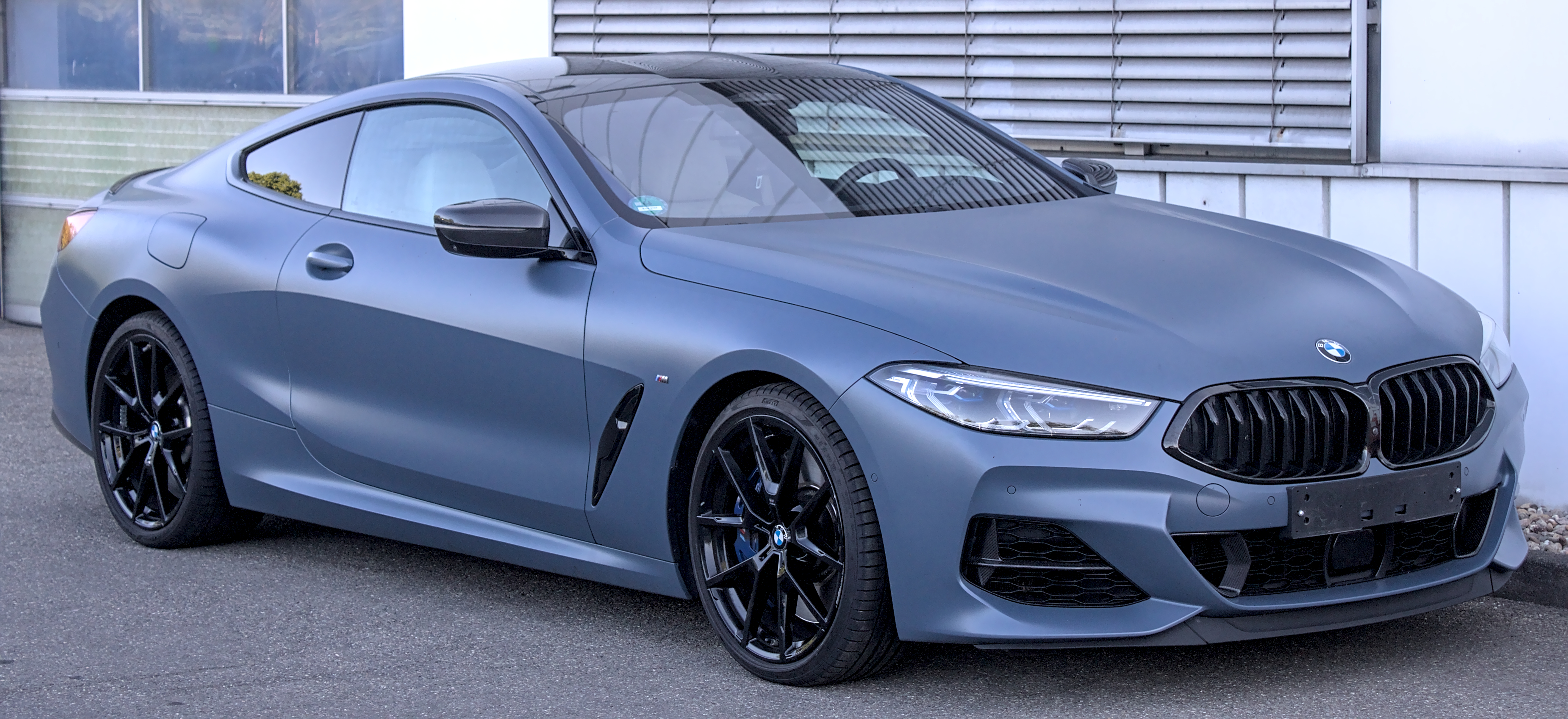
BMW G15 (seit 2018)
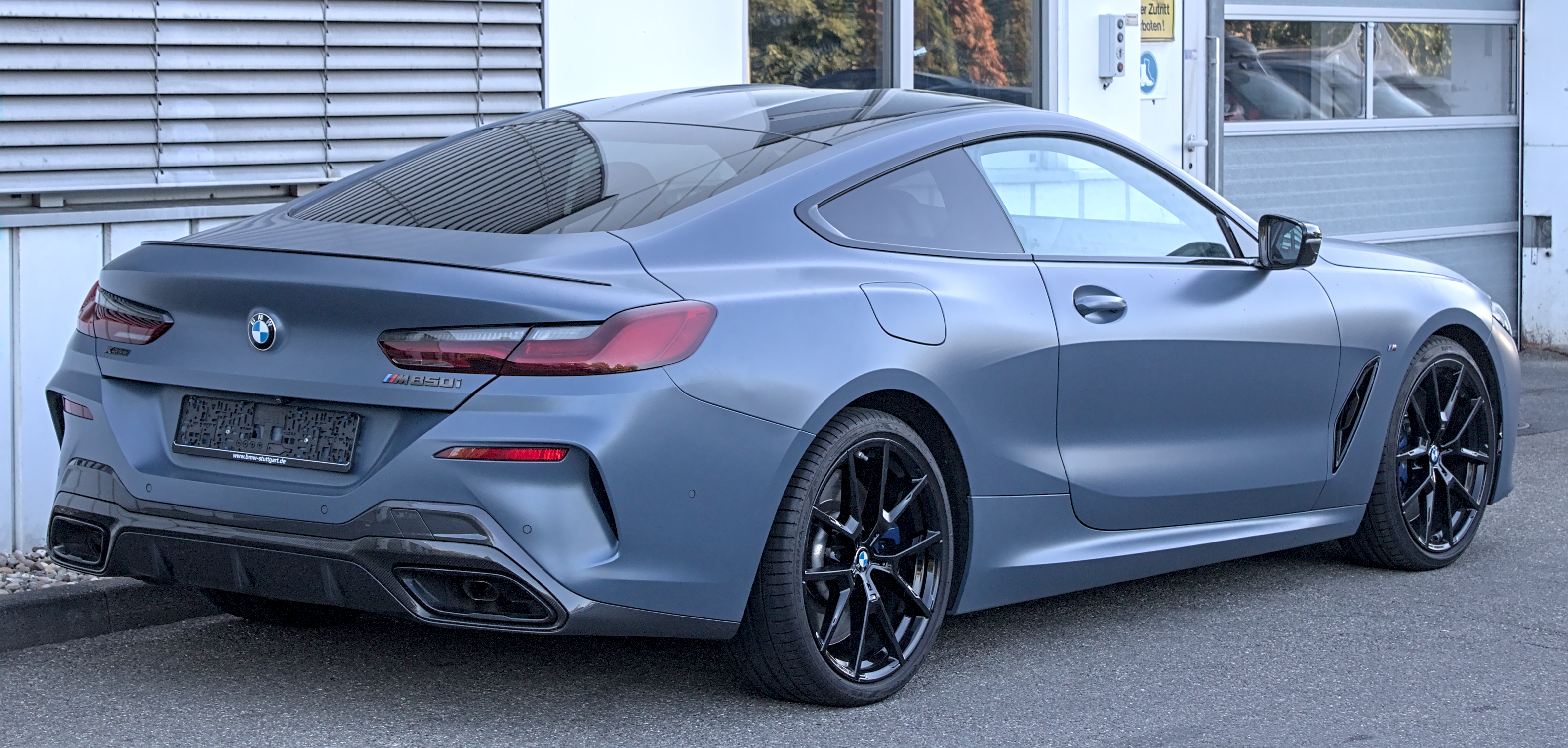
BMW G15, Heckansicht
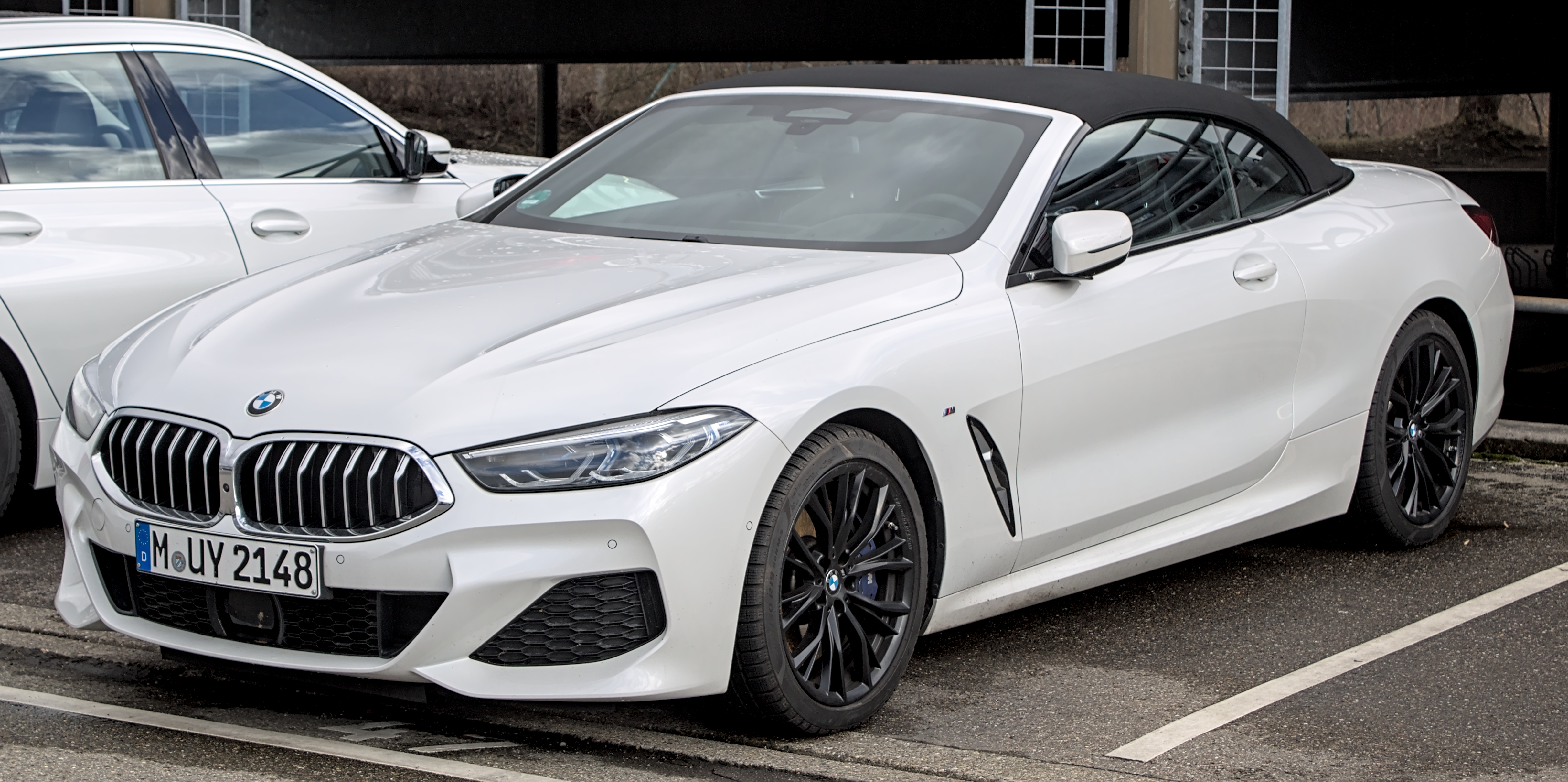
BMW G14 (seit 2019)
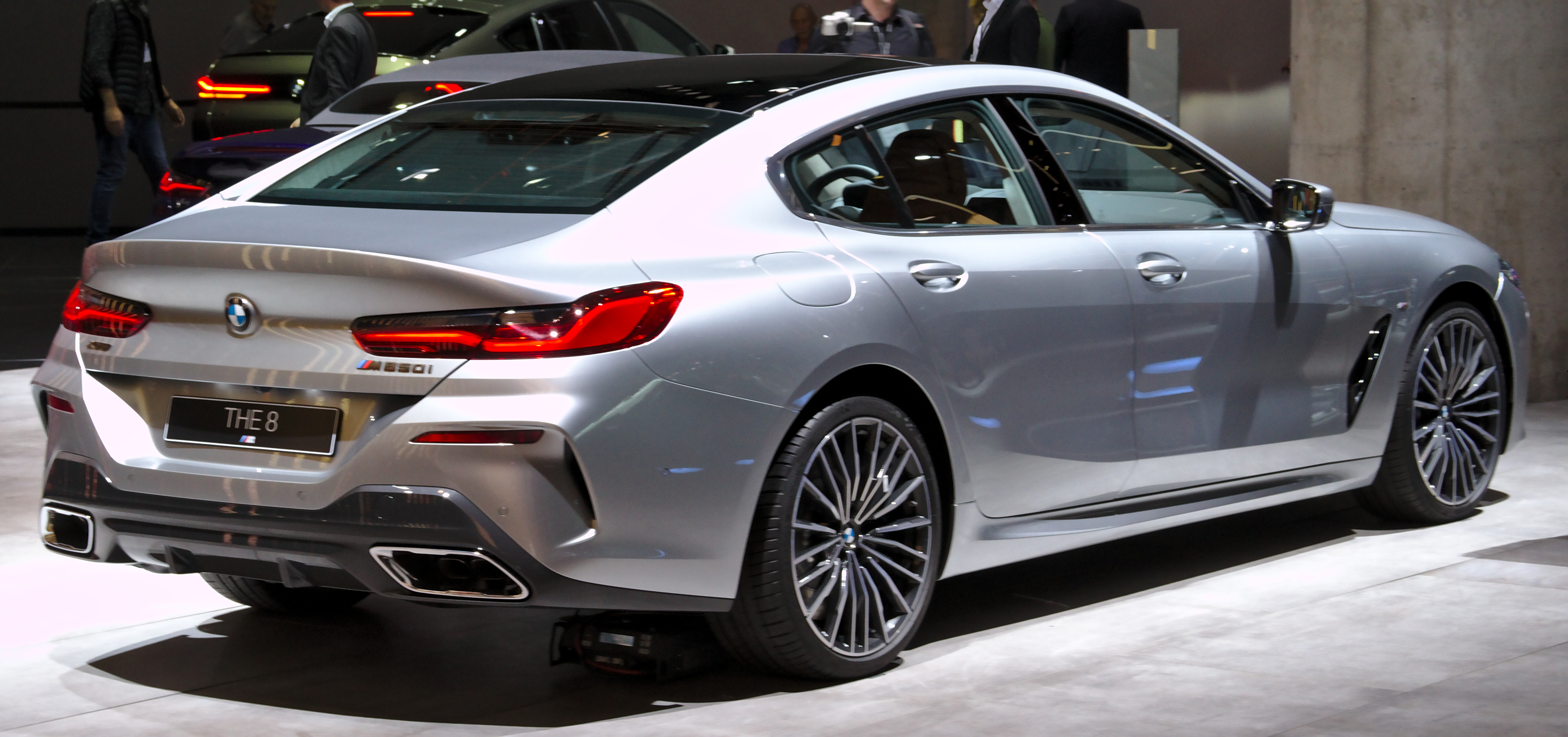
BMW G16 (seit 2019), Heckansicht

## Konzeptfahrzeuge

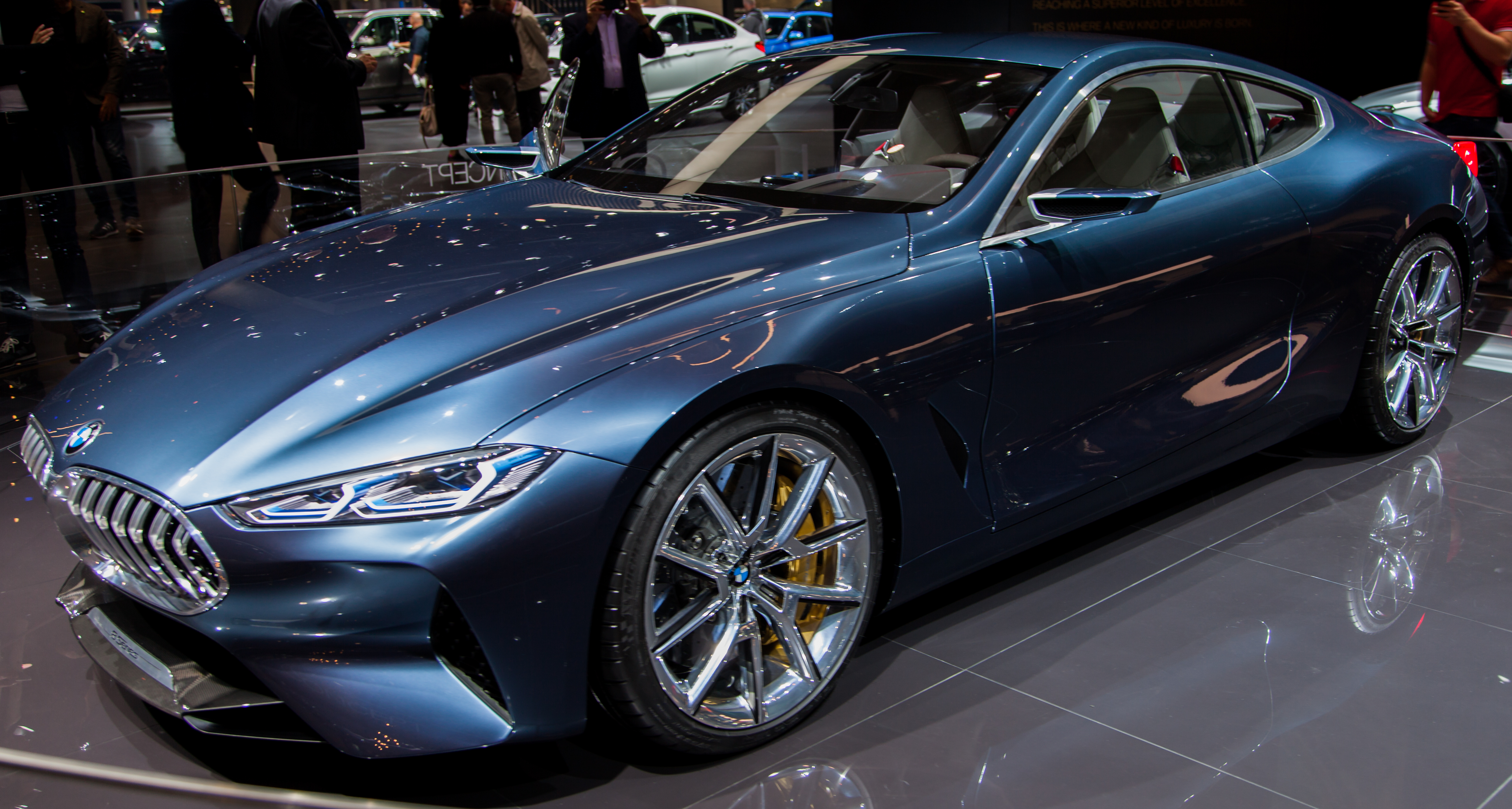
BMW 8er Concept 2017
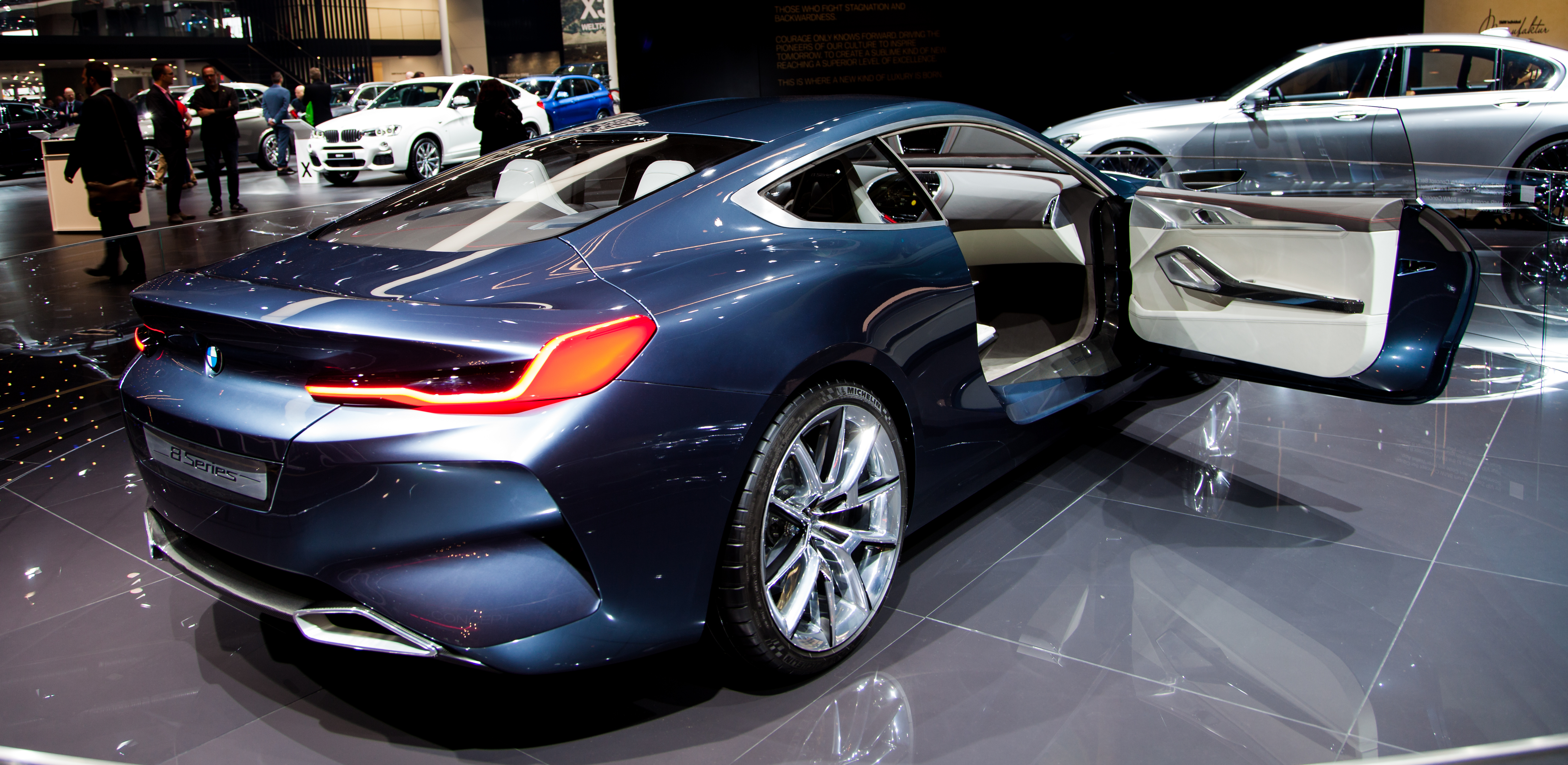
BMW 8er Concept, Heckansicht 2017
BMW Concept M8 Gran Coupé 2018
Concept M8 Gran Coupé, Heckansicht 2018